# Sv. Patriarch Evtimiy (metropolitana di Sofia)
Sv. Patriarch Evtimiy è una stazione della linea M3 della metropolitana di Sofia.

## Storia
La stazione è stata attivata il 26 agosto 2020.
Il nome si riferisce a sant'Eutimio di Tărnovo, patriarca della città bulgara di Tărnovo, poiché la stazione è situata sotto la piazza ad esso dedicata.

## Strutture e impianti
La stazione, progettata dall'architetto Irena Derlipanska, è sotterranea ed è dotata di 2 binari, serviti da altrettante banchine.

## Servizi
La stazione ha 3 uscite ed è dotata di ascensori per le persone a mobilità ridotta.
- Biglietteria

## Interscambi
Nelle vicinanze della stazione effettuano fermata alcune linee urbane di superficie automobilistiche.
- Fermata autobus (linee 94, N2)[3]
- Fermata filobus (linee 1, 2, 5, 7, 8)[3]